# Kanton Aigues-Mortes
Kanton Aigues-Mortes is een kanton van het Franse departement Gard. Het kanton maakt deel uit van het arrondissement Nîmes.

## Gemeenten
Het kanton Aigues-Mortes omvatte tot 2014 de volgende 3 gemeenten:
- Aigues-Mortes (hoofdplaats)
- Le Grau-du-Roi
- Saint-Laurent-d'Aigouze

Bij de herindeling van de kantons, door toepassing van het decreet van 24 februari 2014, met uitwerking op 22 maart 2015, werden daar volgende 4 gemeenten aan toegevoegd :
- Aimargues
- Aubais
- Gallargues-le-Montueux
- Le Cailar